# Stefan Hołyński
Stefan Hołyński (ur. w 1815, zm. 29 grudnia 1878) – brat Aleksandra, przyjaciel Juliusza Słowackiego z którym był w podróży na Bliski Wschód. Współwłaściciel dóbr Krzyczew (obecnie na Białorusi).